# Абхазский государственный университет
Абха́зский госуда́рственный университе́т, АГУ (абх. Аҧснытәи Аҳәынҭқарратә Университет) — высшее учебное заведение в Сухуме (Сухуми) в Абхазии, основанная в 1932 году.

## История
Основан 4 февраля 1932 года постановлением Народного комиссариата просвещения Абхазии как Сухумский агропедагогический институт.
В 1933 году переименован в Сухумский государственный педагогический институт имени А. М. Горького.
В 1981 году было образовано грузинское отделение, которое стало в 1989 году стало филиалом Тбилисского государственного университета (разделение стало причиной Сухумских волнений), а в 2007 году — Сухумским государственным университетом (в Тбилиси).
В 1979 году преобразован в Абхазский государственный университет.
В 2011 году подписан протокол о сотрудничестве между АГУ и Урбинским университетом в Италии.

## Факультеты университета
Физико-математический факультет
Декан факультета: Пачулиа Ниазбей Лукич
- кафедра математического анализа
- кафедра прикладной математики и информатики
- кафедра общей физики
- кафедра прикладной физики

Биолого-географический факультет
Декан факультета: Цулая Игорь Вахтангович
- кафедра экологии и морфологии животных
- кафедра физиологии человека и животных и химии
- кафедра географии
- базовая кафедра ботаники и лесного хозяйства при Институте ботаники АНА
- базовая кафедра экспериментальной биологии и медицины при Институте экспериментальной патологии и терапии АНА

Исторический факультет
Декан факультета: Габелия Алик Николаевич
- кафедра истории, археологии и этнологии Абхазии
- кафедра истории России и зарубежных стран
- кафедра истории и теории международных отношений

Филологический факультет
Декан факультета: Хагуш Батал Антипович
- кафедра абхазского языка № 1
- кафедра абхазского языка № 2
- кафедра абхазской литературы
- кафедра русского языка
- кафедра русской и зарубежной литературы
- кафедра английского и немецкого языков
- кафедра иностранных языков
- кафедра журналистики
- базовая кафедра абхазоведения при Абхазском институте гуманитарных исследований АНА

Юридический факультет
Декан факультета: Смыр Сергей Макарович
- кафедра государства и права
- кафедра гражданского права и процесса
- кафедра уголовного права и процесса
- кафедра политологии и социологии

Экономический факультет
Декан факультета: Озган Ева Константиновна
- кафедра экономической теории
- кафедра бухгалтерского учёта, анализа и аудита
- кафедра государственного управления и менеджмента
- кафедра национальной экономики
- кафедра финансов и кредита
- кафедра математического моделирования в экономике

Педагогический факультет
Декан факультета: Бения Людмила Георгиевна
- кафедра педагогики и психологии
- кафедра педагогики и методик начального образования
- кафедра физической культуры и спорта

Агроинженерный факультет
Декан факультета: Смир Розетта Александровна
- кафедра агрономии
- базовая кафедра агрономии при Институте сельского хозяйства АНА
- кафедра механизации сельского хозяйства
- кафедра технологии субтропических и пищевкусовых продуктов
- кафедра энергетических систем

Факультет искусств
Декан факультета: Логуа Нугзар Чичикоевич
- кафедра изобразительного искусства и дизайна

Общеуниверситетские кафедры
- кафедра философии и культурологии
- кафедра военной подготовки

## Подразделения университета
- Юридический отдел
- Общий отдел
- Отдел бухгалтерского учёта и контроля
- Учебный отдел
- Учебно-методический отдел
- Отдел науки и аспирантуры
- Международный отдел
- Отдел кадров и спецчасть
- Отдел материально-технического снабжения
- Психолого-педагогический центр
- Учебно-научный центр нартоведения и полевой фольклористики
- Научная библиотека имени Гулиа Д. И.
- Республиканский центр повышения квалификации и переподготовки специалистов
- Научно-культурный центр имени Воронова Ю. Н.
- Центр лингвистики и информационных технологий
- Отдел информации и медиакоммуникаций
- Типография
- Приёмная комиссия
- Общежитие
- Школа предвузовской подготовки
- Информационно-вычислительный центр
- Редакция газеты «Абхазский университет»
- Жилищно-эксплуатационный отдел
- Хозяйственная часть
- Медицинский пункт
- Опорный пункт милиции
- Учебно-опытное хозяйство
- Учебно-производственная база АГУ на Холодной речке

## Учебно-научный центр нартоведения и полевой фольклористики АГУ
Центр создан в апреле 2011 года на базе фольклорной лаборатории АГУ. Директор центра — академик АН Абхазии, профессор Зураб Джотович Джапуа.
Главными целями деятельности центра являются изучение абхазского нартского эпоса и других жанров абхазского фольклора, систематизация и классификация фольклорных произведений, публикация фольклорных памятников и результатов научных исследований абхазского фольклора, а также перевод произведений его на другие языки.
Центр проводит фольклорно-этнографические экспедиции (в том числе зарубежные, в частности, в Турцию, где живёт значительная часть абхазской диаспоры). В исследовательской работе центра активно участвуют студенты и аспиранты АГУ.
Центр издаёт три непериодические книжные серии на абхазском и русском языках («Мир фольклорной культуры», «Сказитель и его текст», «Ведущие абхазоведы»), а также публикует результаты исследований на своём сайте. Запланировано полное научное и академическое издание текстов абхазского нартского эпоса в семи томах (на абхазском языке, совместно с московским издательством «Наука»).

## Руководители
Директора института:
- 1932—1934: А. М. Чочуа
- 1934—1935: М. Делавери
- 1935—1936: Д. И. Чагава
- 1935—1936: М. К. Делба
- 1937—1938: И. Д. Ахалая
- 1938—1940: А. Дарахвелидзе
- 1940—1941: Ш. И. Бзикадзе
- 1941—1941: Я. М. Дарсания
- 1941—1952: Р. К. Цулукидзе
- 1952—1955: Н. К. Хурцидзе[груз.]
- 1955—1957: А. Ф. Хонелия
- 1957—1966: Г. А. Дзидзария
- 1967—1972: Б. Г. Тарба
- 1973—1978: З. В. Анчабадзе

Ректоры университета:
- 1979—1984: З. В. Анчабадзе
- 1989—н. в.: А. А. Гварамия[7]